# Géographie du Kirghizistan
 (octobre 2022).
Si vous disposez d'ouvrages ou d'articles de référence ou si vous connaissez des sites web de qualité traitant du thème abordé ici, merci de compléter l'article en donnant les références utiles à sa vérifiabilité et en les liant à la section « Notes et références ».
Le Kirghizistan est un pays d'Asie centrale, encadré par la Chine à l'Est et au Sud-Est, le Kazakhstan au Nord, l'Ouzbékistan à l'Ouest et le Tadjikistan au sud-Ouest. D'une superficie de 198 500 km2, le pays est totalement enclavé et ne possède pas d'accès à la mer, même proche.

## Montagnes
Le pays est presque totalement montagneux ; à l'est, la chaîne du Tian Shan marque la frontière avec la Chine et culmine à 7 439 au pic Pobedy (« Victoire » en russe), qui est d'ailleurs le point culminant du pays. À l'Ouest, les chaînes du Ferghana (au Nord) et du Pamir Alay (au Sud) prennent en tenaille la vallée du Fergana (commune au Kirghizistan, à l'Ouzbékistan et au Tadjikistan). La chaîne du Pamir Alay culmine au pic Lénine à 7 134 m.
Ces zones montagneuses divisent le pays en deux, le Nord et le Sud; ces deux parties ne communiquent que par des cols situés au moins à 2 700 m d'altitude.

## Vallées
Les villes du Kirghizistan se situent dans les zones les plus basses du pays. Au Nord, la capitale Bichkek se trouve tout de même à 800 m d'altitude. Au Sud-Ouest, l'autre foyer de peuplement dans la vallée de Ferghana, on trouve les villes d'Och et de Djalalabad, ainsi que le point le plus bas du Kirghizistan, la vallée du Kara-Daria, à 132 m d'altitude.

## Yssik Kul
À l'Est, le lac Yssyk Koul forme une petite mer intérieure de 6 332 km2 à 1 620 m d'altitude, le deuxième plus grand lac de montagne du monde (après le lac Titicaca). Profond de 702 m, le lac est légèrement salé et ne gèle pas en hiver.

## Climat
Le climat du Kirghizistan est généralement continental aride, et même polaire dans les plus hautes parties du Tian Shan. Dans la vallée du Ferghana au Sud-Ouest, le climat est subtropical. Au Nord, dans les zones les plus basses (comme Bichkek), le climat est tempéré. Partout dans le pays, au vu de l'altitude, le thermomètre dépasse rarement les 25 °C en été, mais les précipitations manquent toute l'année. Les périodes de sécheresse sont fréquentes, et il est possible que les précipitations peuvent être au plus bas, par exemple, sur une période de 3 ans.

## Données géographiques

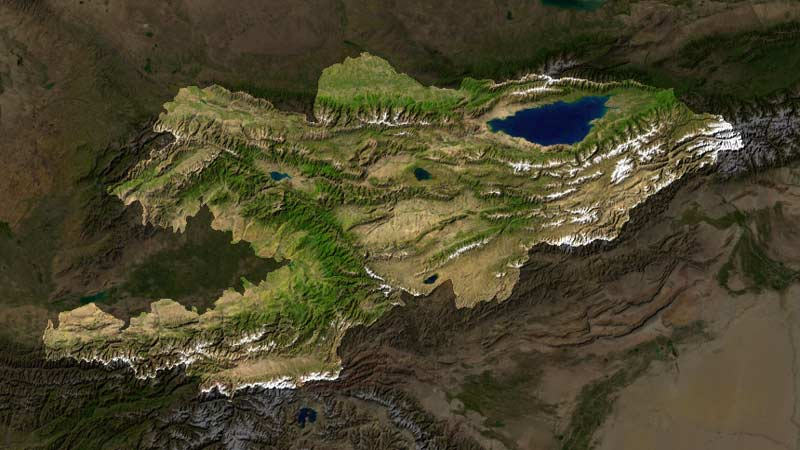
Vue satellite du Kirghizistan

- Coordonnées géographiques : 41° N, 75° E
- Superficie :
  - Totale : 198 500 km2
  - Terres : 191 300 km2
  - Eaux intérieures : 7 200 km2 (3,6 %)
- Frontières :
  - Totales : 3 878 km
  - Chine : 858 km
  - Kazakhstan : 1 051 km
  - Ouzbékistan : 1 099 km
  - Tadjikistan : 870 km
- Littoral : 0 km
- Point culminant : Pic Pobedy, 7 439 m
- Point le plus bas : Kara-Daria, 132 m
- Nature du terrain (est. 1993) :
  - Terres arables : 7 %
  - Cultivées en permanence : 0 %
  - Pâturages : 44 %
  - Forêts : 4 %
  - Autres : 45 %
- Terres irriguées : 9 000 km2 (est. 1993)
- Ressources naturelles : énergie hydroélectrique, or, charbon, pétrole, gaz naturel; dans une moindre mesure néphéline, mercure, bismuth, plomb et zinc. Le Kirghizistan possède également la plus grande et unique forêt de noyers au monde.